# 邻苯二甲酸二甲酯
邻苯二甲酸二甲酯（英語：Dimethyl phthalate，簡稱DMP），是一種有机化合物暨鄰苯二甲酸酯。它是无色油狀液体，可溶于有机溶剂，但難溶於水（~4 g/L）。
邻苯二甲酸二甲酯具有多種用途，其中最常用於驱虫剂或殺外寄生蟲藥，例如飼養牲畜時防範蚊子和苍蝇。短鏈或低分子量鄰苯二甲酸酯也經常用於化妝品、墨水、肥皂、家用清潔用品等消費性產品中。DMP的其他用途包括固體火箭推進劑和塑料。
美國環境保護署已將鄰苯二甲酸二甲酯列為「不可歸類的人類致癌物」。在毒性方面，它的口服LD50在大鼠為4390至8200毫克/公斤體重/天，皮下注射LD50在大鼠為38000毫克/公斤體重，而在豚鼠則超過4800毫克/公斤體重。